# Угадай, как сильно я тебя люблю
«Угадай, как сильно я тебя люблю» ― детская книга, написанная английским писателем Сэмом Макбратни и иллюстрированная Анитой Джерам. Впервые была опубликована в 1994 году в Великобритании издательством «Walker Books» и в 1995 году в США её дочерней компанией «Candlewick Press». Признана самой читаемой детской книгой по версии «ALA» в 1996 году. По словам издателей, в дополнение к награде ALA и множеству других наград, по всему миру было продано более 43 миллионов экземпляров на 57 языках.
Основываясь на онлайн-опросе 2007 года, Национальная ассоциация образования США включила эту книгу в список «100 лучших книг для обучения детей» . «Угадай, как сильно я тебя люблю» была опубликована в нескольких различных форматах, подходящих для детей от полутора до 8 лет. Также в США был снят мультипликационный сериал.

## Краткое содержание сюжета
Книга рассказывает историю двух зайцев, которых зовут Большой ореховый заяц и Маленький ореховый заяц. В начале сюжета Маленький ореховый заяц задает Большому ореховому зайцу заглавный вопрос: «Угадай, как сильно я тебя люблю?». И после этого оба зайца используют все более и более масштабные меры, чтобы количественно определить, насколько они любят друг друга в ответ на вопрос.

## Экранизация
В 2011 году мультипликационная версия «Угадай, как сильно я тебя люблю» начала транслироваться на канадском телеканале «TVO Kids» и американском «Disney Junior». Фильм получил положительные оценки рецензентов и зрителей. В книге никогда не говорится, что два зайца — отец и сын, но это говорится в мультсериале.